# Ian Buruma
Ian Buruma (* 28. prosince 1951, Haag, Nizozemsko) je britsko-nizozemský novinář, spisovatel a vysokoškolský učitel, žijící v New Yorku. Ve své práci se většinou zaměřuje na kulturu Asie, zejména kulturu Japonska 20. století.

## Život a dílo
Narodil se v Haagu v Nizozemsku britské matce a nizozemskému otci. Vystudoval čínskou literaturu na Universiteit Leiden a japonský film na Nihon University v Tokiu. Zastával řadu redakčních a akademických pracovních míst a přispěl mnoha články do literárního magazínu The New York Review of Books. Od roku 2003 působí jako univerzitní profesor demokracie, lidských práv a žurnalistiky na Bard College v New Yorku.
Je nizozemským občanem. Od roku 2005 žije v New Yorku v USA. Je synovcem anglického filmového režiséra Johna Schlesingera, s nímž publikoval řadu rozhovorů v knižní formě. Napsal knihy jako Vražda v Amsterodamu: smrt Thea van Gogha a meze smířlivosti (která získala v roce 2006 Knižní cenu Los Angeles Times), Krocení Bohů: náboženství a demokracie na třech kontinentech a další, v nichž se zabývá zásadními kulturními a náboženskými problémy dnešního světa.
V roce 2008 obdržel mezinárodní Erasmovu cenu, kterou uděluje nizozemská nadace Praemium Erasmianum za přínos pro evropskou kulturu.